# Giovannino Loreti
Giovannino Loreti (Campotosto, 23 ottobre 1920 – Roma, 2 marzo 2014) è stato un politico e avvocato italiano.
È stato il secondo sindaco di Marino, cittadina dei Castelli Romani, democraticamente eletto nel secondo dopoguerra, il primo socialista dopo il repubblicano Olo Galbani.

## Biografia
Personalità combattiva, viene rimosso dalla carica di sindaco dal prefetto di Roma in seguito alla sua adesione ad una manifestazione delle sinistre contro l'adesione dell'Italia alla NATO. Gli subentrò il compagno di partito Umberto Lucarelli, in carica fino al 1952. Loreti continuò la sua attività politica in Consiglio comunale, nella maggioranza dell'ex-partigiano comunista Aurelio Del Gobbo (1952-1956).
Alle elezioni amministrative del 1956 ottiene 730 preferenze, più votato del suo partito e quarto tra tutti i partiti dopo tre democristiani (il più votato è il futuro senatore Zaccaria Negroni, attualmente - 2014 - in corso di beatificazione). Viene anche eletto consigliere provinciale nel collegio Marino/Ciampino-Castel Gandolfo-Grottaferrata-Rocca di Papa con 8806 preferenze, di cui oltre la metà raccolte nel solo territorio comunale di Marino (di cui Ciampino fino al 1974 è stata una frazione).
Si candida alle elezioni politiche del 1963 e viene eletto alla Camera dei Deputati nel gruppo del PSI.